# براكين عقدية
البراكين العقدية هي 16 بركانًا حددتها الرابطة الدولية لعلم البراكين والكيمياء الداخلية للأرض (IAVCEI)، بأنها تستحق دراسة خاصة في ضوء تاريخها من الانفجارات الكبيرة والمدمرة والقرب من المناطق المليئة بالسكان. يشجع مشروع "براكين العقد"(Decade Volcanoes) الدراسات والأنشطة التوعية العامة عن هذه البراكين، بهدف تحقيق فهم أفضل للبراكين والمخاطر التي تترتب عليها، وبالتالي القدرة على الحد من شدة الكوارث الطبيعية. تمت تسميتها ببراكين العقد لأن المشروع بدأ في التسعينيات كجزء من العقد الدولي للحد من الكوارث الطبيعية برعاية الأمم المتحدة.

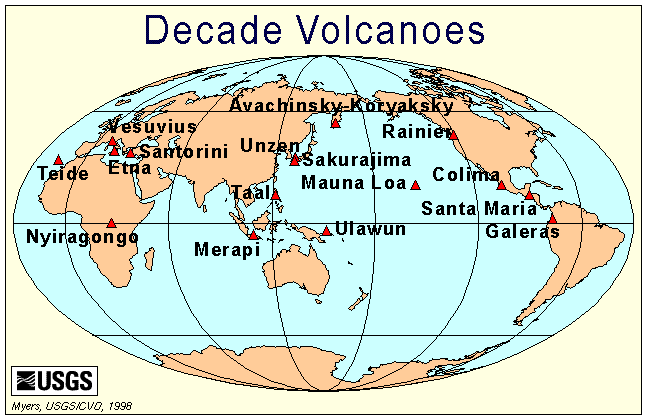
مواقع البراكين العقدية

يمكن تصنيف البركان على أنه بركان عقد إذا ظهرعليه أكثر من خطر بركاني واحد. قد يتعرض الأشخاص الذين يعيشون بالقرب من براكين العقد لسقوط وتدفق الحمم البركانية والانهيارات الأرضية، وعدم استقرار الصرح البركاني وانهيار قبة الحمم البركانية. يظهر النشاط الجيولوجي في الأخير ويقع عادة في منطقة مأهولة بالسكان (فإن الانفجارات في أي من براكين العقد قد تهدد عشرات أو مئات الآلاف من الأشخاص، وبالتالي فإن التخفيف من مخاطر الانفجار في هذه البراكين أمر بالغ الأهمية)، يمكن الوصول إليها سياسياً ومادياً للدراسة، وهناك دعم محلي للعمل.

## أهداف البرنامج
كان النهج العام لمشاريع (البراكين العقدية) هو عقد ورشة عمل للتخطيط، وتحديد نقاط القوة والضعف الرئيسية للتخفيف من المخاطر في كل بركان، والتخطيط لكيفية معالجة نقاط الضعف المحددة. تتمثل إحدى الصعوبات التي تواجَه في التخفيف من المخاطر في البراكين في التأكد من أن علماء الأرض وأولئك الذين سيطبقون تدابير التخفيف يتواصلون بشكل مناسب مع بعضهم البعض، وقد حاول برنامج (البراكين العقدية) ضمان ذلك من خلال التأكد من تمثيل كل من المجموعتين بشكل جيد في ورش عمل (البراكين العقدية).

## التمويل
ولم تؤت الآمال في أن يكون تمويل الأمم المتحدة متاحا لمشاريع العقد البركانية تؤتي ثمارها، وطُلب التمويل بدلا من ذلك من مجموعة متنوعة من المصادر. على سبيل المثال: مولت الهيئات العلمية والدفاع المدني المكسيكي العمل في كوليما بشكل أساسي للعلماء المكسيكيين، ولكن أيضًا تم التمويل لعدد قليل من الزملاء الأجانب. بدأت البرامج الثنائية الرئيسية الفرنسية- الإندونيسية- الألمانية - الإندونيسية في ميرابي، وقد قدم الاتحاد الأوروبي التمويل للعديد من الدراسات التي أجريت في البراكين الأوروبية.
أحد الأنشطة المعينة التي لم يتم تمويلها لأنه عادة ما يكون غير مسموح به بموجب معظم التمويل الوطني أو الثنائي هو تبادل العلماء وقادة الدفاع المدني بين مختلف مشاريع بركان العقد في البلدان النامية، على سبيل المثال: بين الفلبين وإندونيسيا ، أو بين المكسيك وغواتيمالا وكولومبيا أو عبر المحيط الهادئ والأطلسي. في كثير من الأحيان يمكن للعلماء وقادة الدفاع المدني من البلدان النامية أن يتواصلوا بشكل أفضل مع تجارب أكثر مما يمكنهم التواصل مع تجارب نظرائهم من البلدان الصناعية. كما أن قادة الدفاع المدني الذين عانوا من الأزمات البركانية هم شهود أكثر مصداقية في نظر قادة الدفاع المدني المحليين من العلماء المحليين أو الزائرين.